# Chocolatada navideña

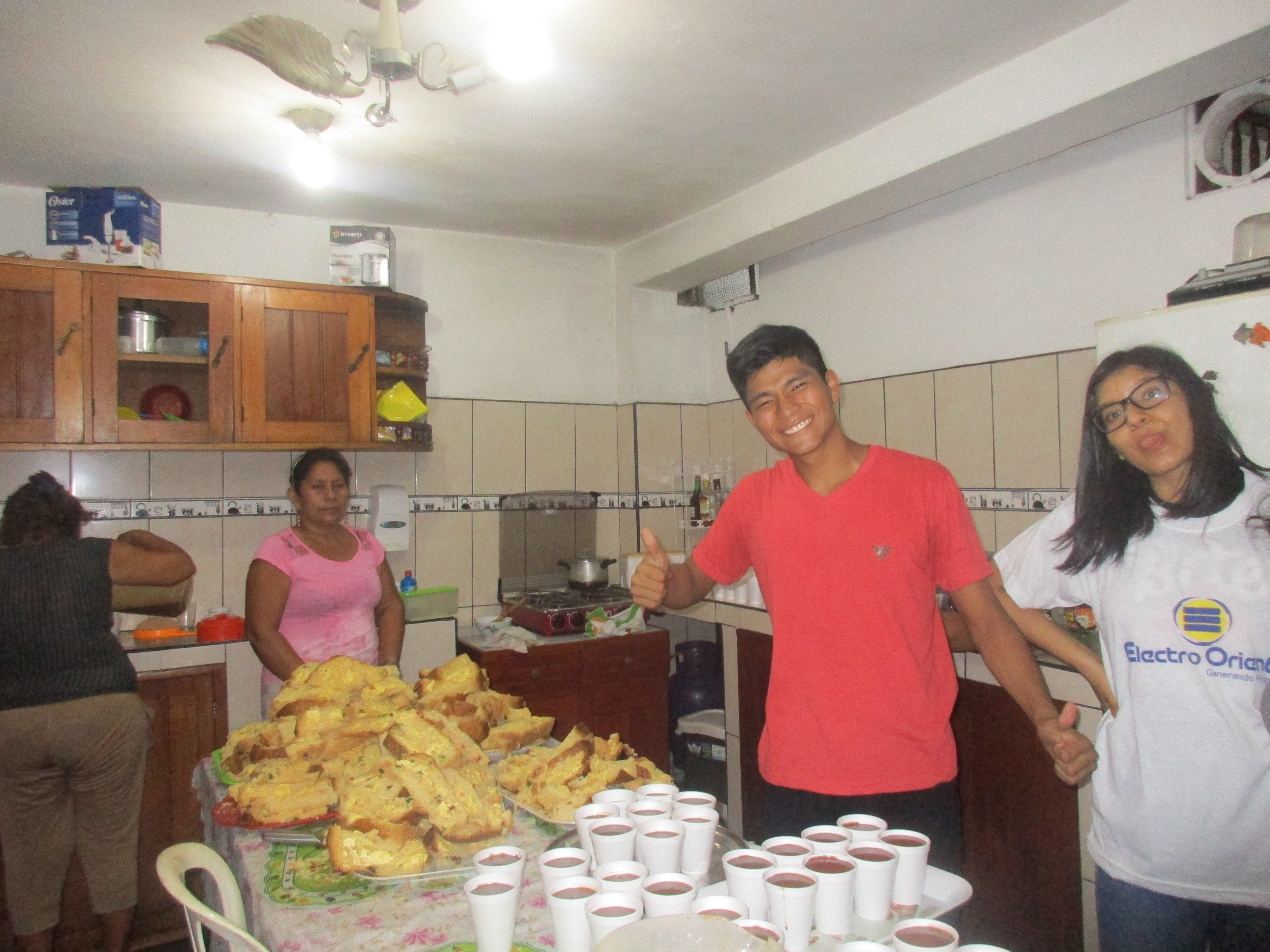
Chocolate caliente junto a trozos de panetones en una cocina listo para ser repartido durante una chocolatada en Iquitos.

La chocolatada navideña es una tradición de origen peruano que consiste en repartir chocolate caliente, acompañado en algunos casos de bizcocho o panetones durante una actividad filantrópica, a grupos medianos de personas que pertenecen a la pobreza o extrema pobreza. La actividad se desarrolla casi siempre durante toda la temporada navideña, concentrándose principalmente en el mes de diciembre.

## Historia
El registro literario más antiguo de la tradición de realizar chocolatadas navideñas se encuentra desde la década de 1930, según Compendio histórico del Perú: Historia económica y política republicana: Siglos XIX-XX de Carlos Milla Batres, las chocolatadas eran presentadas como una manera de que los partidos políticos se ganasen la aprobación del pueblo.

## Descripción

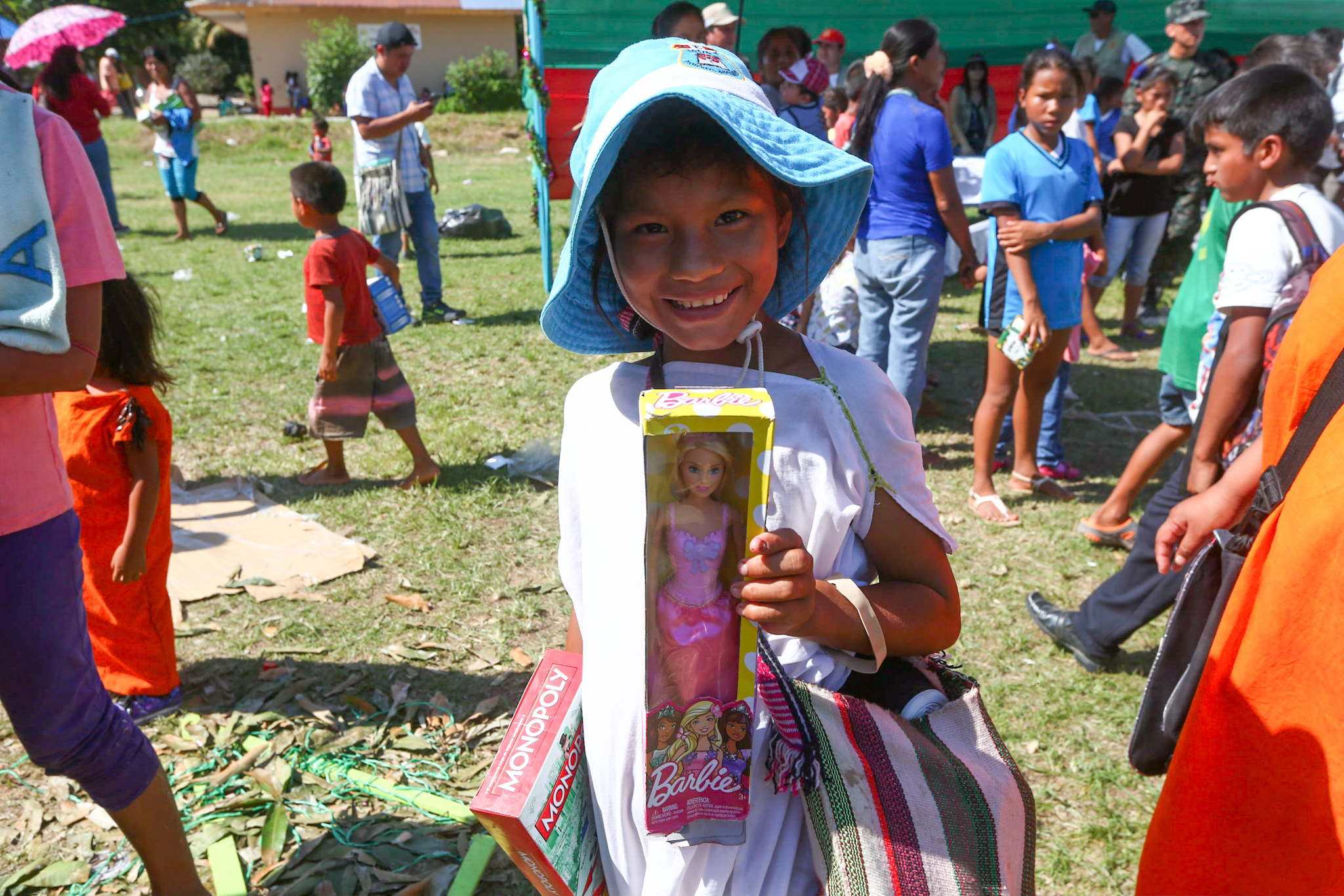
Niña con regalo durante una chocolatada navideña realizada por el Ministerio de Defensa de Perú en el VRAEM.

En lugares como Perú las chocolatadas navideñas suelen iniciarse desde finales de noviembre hasta la Nochebuena o la propia Navidad, en muchos casos durante las actividades también se hace entrega de regalos a los presentes, de los cuales la mayoría son niños. Las chocolatadas son realizadas tanto por colectivos civiles como por el propio Estado —desde ministerios hasta municipalidades— alrededor de todo el país.
Debido al impacto de la pandemia de COVID-19 en Perú en 2020, la realización de chocolatadas navideñas fueron restringidas en algunos sectores por no cumplir los protocolos de bioseguridad, sectores golpeados por la pandemia como las personas con discapacidades o trabajadoras sexuales trans recurrieron a la chocolatada navideña para hacer colectas o actividades culturales para mitigar la crisis sanitaria en sus respectivas comunidades.

### Expansión internacional
Por la cercanía territorial y/o similitud cultural la chocolatada navideña se esparció a Argentina, Bolivia, Ecuador y España. En 2018 el Grupo Gloria lanzó su leche chocolatada navideña para consumo al paso en centros comerciales.

### Controversia por uso político

#### En Perú

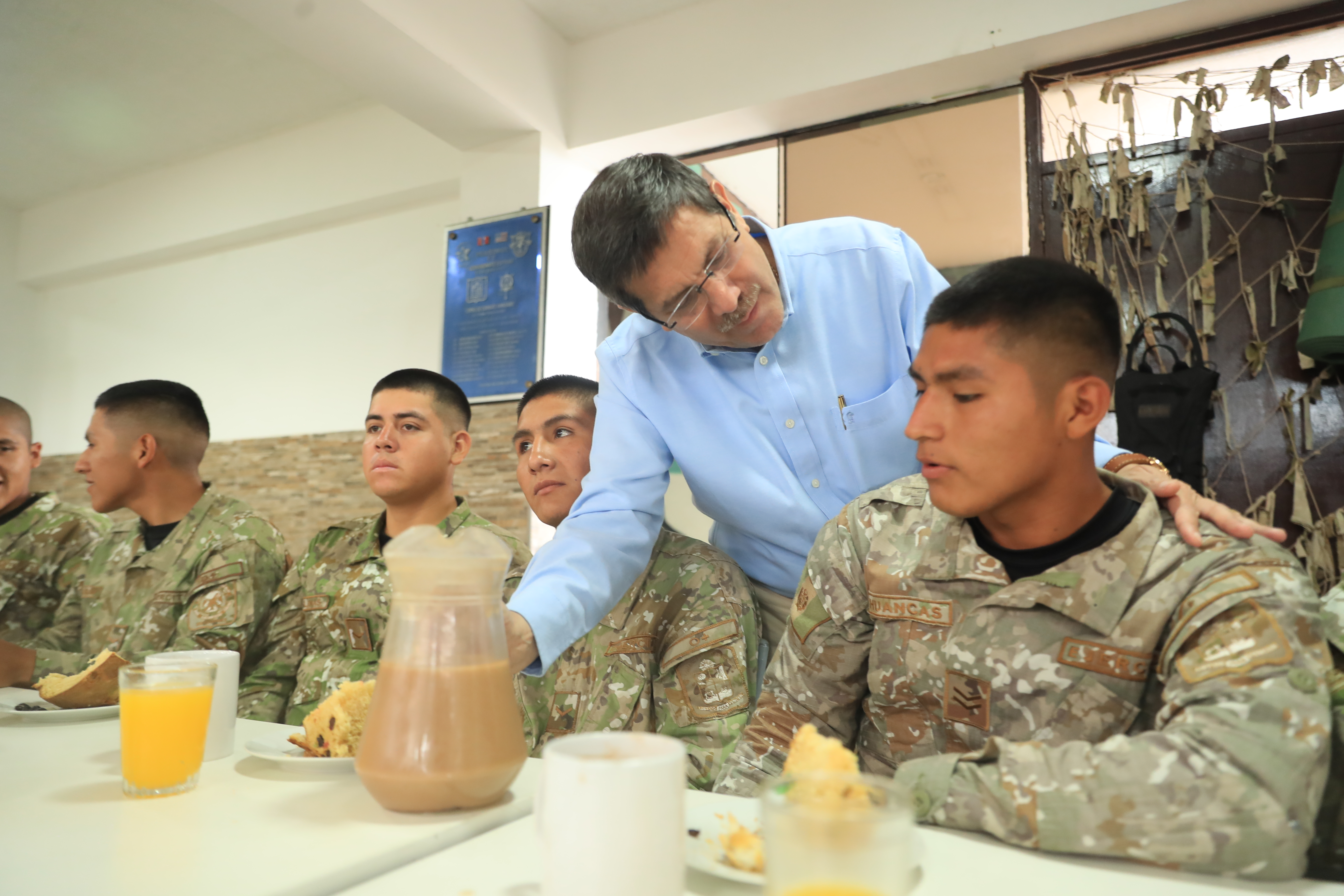
El ministro de Defensa del gobierno de Dina Boluarte, Jorge Chávez Cresta, repartiendo chocolate y panetón entre la soldadesca.

Durante la víspera de Navidad de 2016, en el diario peruano La República, una columna periodística tachó de populista y paternalista a las chocolatadas navideñas. Al partido peruano Fuerza Popular se le acusó de «populista» por realizar estas actividades en 2015, como campaña política un año antes de las elecciones presidenciales de 2016. Igualmente en 2016, el también diario peruano Spacio Libre, afirmó que el Partido Solidaridad Nacional utilizó fondos de la Municipalidad de Lima como  propaganda política durante las celebraciones de chocolatadas y además de que existió la posibilidad que en dichas actividades se llevaron a cabo actos de sobornos a periodistas y medios de comunicación.

#### En Ecuador
El 24 de diciembre de 2018, el diario ecuatoriano El Universo publicó una nota en donde muestra a candidatos a diversos cargos públicos para las elecciones seccionales de 2019 en Guayaquil asistían a barrios populosos y durante chocolatadas navideñas regalaban juguetes y artículos de primera necesidad con el objetivo de atraer votos, algunos partidos que fueron acusados de realizar estos actos son el Partido Sociedad Patriótica 21 de Enero, Partido Social Cristiano, Movimiento Concertación, Movimiento CREO, Movimiento Cívico Madera de Guerrero y Partido SUMA. Dichos actos son sancionados por la ley electoral de Ecuador en el artículo 204 que prohíbe a «las candidatas y candidatos y las organizaciones políticas no podrán entregar donaciones, dádivas o regalos a las ciudadanas y ciudadanos».